# Жерар Деулофеу
Жерар Деулофеу Ласаро (на испански: Gerard Deulofeu Lázaro) е испански футболист.

## Кариера
Започва кариерата си в Барселона, като дебютира за първия отбор когато е на 17-годишна възраст.